# Andreas Goldberger

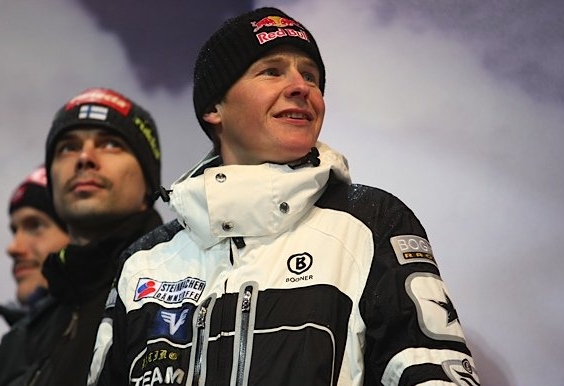
Andreas Goldberger i Zakopane 2011

Andreas Goldberger, född den 29 november 1972 i Ried am Innkreis, uppväxt i Waldzell, Oberösterreich är en österrikisk före detta backhoppare som tävlade i världscupen från 1991 till 2005. Han representerade SC Waldzell.

## Karriär
Världscupen
Andreas Goldberger debuterade i världscupen på hemmaplan i Innsbruck 4 januari 1991. Hans första pallplats i en deltävling i världscupen tog han året efter, 4 januari 1992 (i backhopparveckans deltävling i Innsbruck, efter Toni Nieminen från Finland). Första delsegern i världscupen kom också i Innsbruck, 3 januari 1993.
Andreas Goldberger vann tre gånger den totala världscupen i backhoppning (säsongerna 1992/1993, 1994/1995 och 1995/1996). Totalt har han vunnit 20 deltävlingar i Världscupen. 175 gånger var han bland de tio bästa. Hans sista delseger i världscupen kom i Harrachov i Tjeckien 9 mars 1996.
Olympiska spelen
Goldberger deltog vid OS 1994 i Lillehammer i Norge och tog där två bronsmedaljer. I öppningstävlingen i stora backen tog han sin första medalj i ett internationellt mästerskap, en bronsmedalj efter guldvinnaren Jens Weissflog från Tyskland och hemmafavoriten Espen Bredesen. Han vann en ny bronsmedalj i lagtävlingen tillsammans med lagkamraterna Heinz Kuttin, Christian Moser och Stefan Horngacher, efter Tyskland och silvervinnarna Japan. I avslutande tävlingen i normalbacken blev Goldberger nummer 7, bara 2,5 poäng från prispallen.
Under OS 1998 i Nagano i Japan deltog han i tävlingen i normalbacken och slutade som nummer 22.
Skid-VM
Andreas Goldberger har sju medaljer i VM-tävlingar där den största meriten var guldmedalj i lagtävlingen vid VM 2001 i Lahtis. Hans första Skid-VM i Falun i Sverige 1993 var framgångsrikt. Första tävlingen i VM var laghoppet. Där tog österrikarna med Goldberger i laget en bronsmedalj efter segrarna från Norge och ett kombinerat lag från Tjeckien och Slovakien. Tävlingen i stora backen blev tät och spännande. Goldberger vann en ny bronsmedalj 3,8 poäng efter guldvinnaren Espen Bredesen och 1,5 poäng efter Jaroslav Sakala från Tjeckien. I normalbacken avslutade Goldberger med en silvermedalj efter japanen Masahiko Harada.
Under VM 1995 i Thunder Bay i Kanada tog Andreas Goldberger två sjätteplatser (i normalbacken og i laghoppet9 innan han vann en silvermedalj i stora backen. Han var 2,1 poäng efter Tommy Ingebrigtsen från Norge och 39,6 poäng före Jens Weissflog. Goldbergers tredje VM i Trondheim i Norge 1997 började bra för honom, då han vann en ny bronsmedalj i en mycket jämn tävling i normalbacken. Han var 6,0 poäng efter Janne Ahonen från Finland och 1,0 poäng efter silvervinnaren Masahiko Harada. I laghoppet blev han nummer fyra och i stora backen blev han nummer 47.
I sitt sista VM, i Lahtis 2001 blev Goldberger nummer 11 i första tävlingen, i stora backen. I normalbacken blev det en delad sjätteplats (med Janne Ahonen). Han vann en bronsmedalj i första lagtävlingen, i stora backen, efter segrarna Tyskland och silvervinnarna Finland. I sista tävlingen, laghoppet i normalbacken, segrade Österrike och Goldberger vann sin första guldmedalji i Skid-VM. I en spännande kamp med hemmalaget kunde Östterike till slut vinna med 2,0 poäng. 
Tysk-österrikiska backhopparveckan
Andreas Goldberger vann tysk-österrikiska backhopparveckan sammanlagt säsongerna 1992/1993 och 1994/1995. 1996/1997 blev han tvåa totalt och 1993/1994 fick han tredjeplatsen. Han har fem segrar i deltävlingar i backhoppar veckan. Den första segern kom 4 jan 1993 i Bergiselbacken i Innsbruck och den sista 3 år senare i samma backen.
VM i skidflygning
Förutom den vanliga backhoppningen tävlade Goldberger i skidflygning. Hans första VM var i Čerťák i tjeckiska Harrachov 1992. Goldberger vann silvermedaljen efter Noriaki Kasai från Japan. I VM i Letalnica Bratov Gorišek i slovenska Planica 1994 blev Goldberger nummer 13. I VM i Kulm på hemmaplan i Bad Mitterndorf vann Goldberger guld före Janne Ahonen.
Goldberger deltog också i skidflygnings-VM i Heini Klopfer-backen i Oberstdorf 1998 (14: plats), i Vikersundbacken i Norge 2000 (åttonde plats), Harrachov 2002 (29:e plats) och slutligen i Planica 2004 där han vann en bronsmedalj tillsammans med Thomas Morgenstern, Andreas Widhölzl och Wolfgang Loitzl i det österrikiska laget i den allra första lagtävlingen i skidflygning. Norge vann tävlingen före Finland.
Andreas Goldberger avslutade idrottskarriären 2005. 

## Rekord
17 mars 1994 hoppade Andreas Goldberger över 200 meter som den allra förste i världen, men föll i landningen. (Den förste som "officiellt" hoppade över 200 meter, var Toni Nieminen som samma dag hoppade 203 meter.) Goldbergers längsta hopp i karriären mätte 225 meter (Planica).

## Utmärkelser
Andreas Goldberger utnämndes till årets idrottare, Sportler des Jahres (röstad fram av österrikiska sportjournalister) 1993 och 1996, och en "Special Award" 2005. Han är sedan 1996 hedersmedborgare i Waldzell.

## Övrigt
1997 erkände Goldberger användandet av kokain och utestängdes av Österrikes skidförbund (ÖSV) i 6 månader. Goldberger ville då byta från ÖSV till skidförbundet i Jugoslavien och hade en period serbisk medborgarskap som han dock övergav då ÖSV åter hade tagit honom under vingarna.